# スウィンバーン島

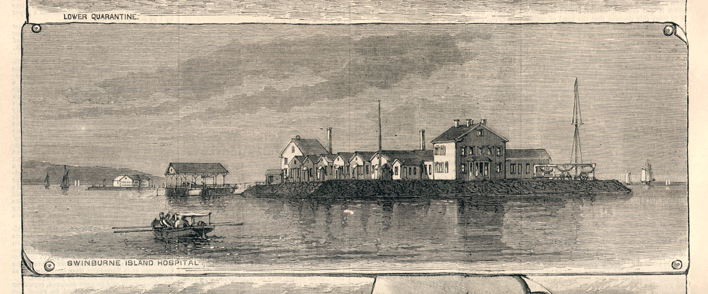
スウィンバーン島病院（1879年）

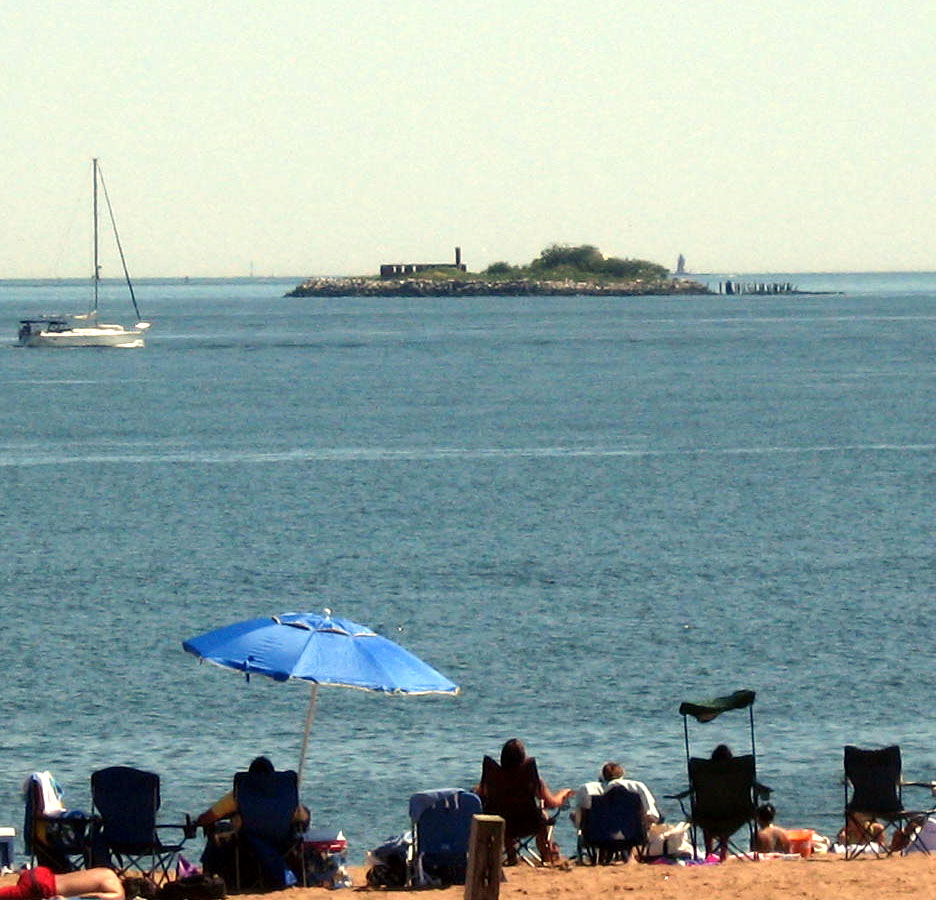
サウス・ビーチの遊歩道から（2008年）

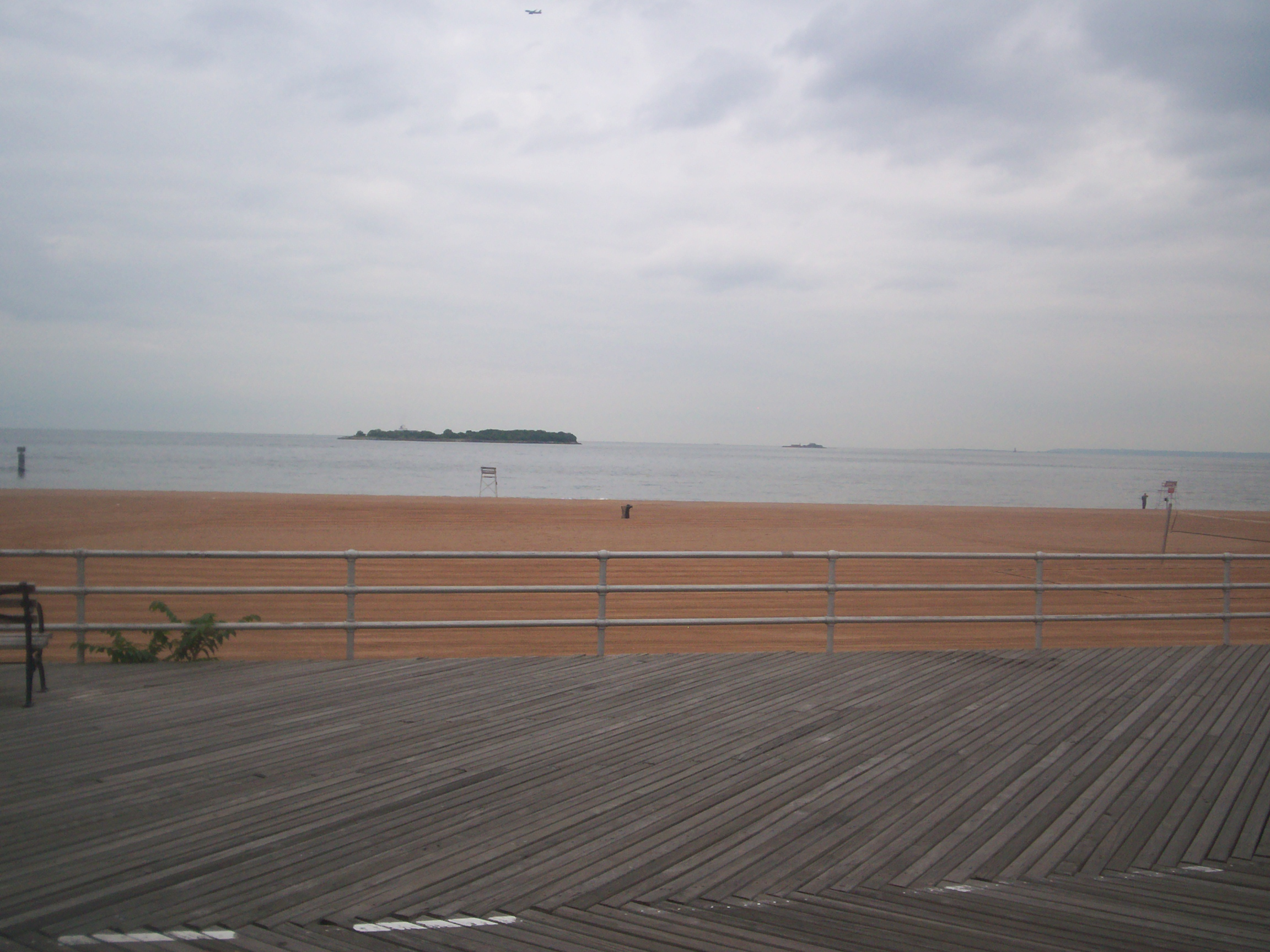
スタテンアイランド、サウス・ビーチから見るホフマン島（左）とスウィンバーン島（右）

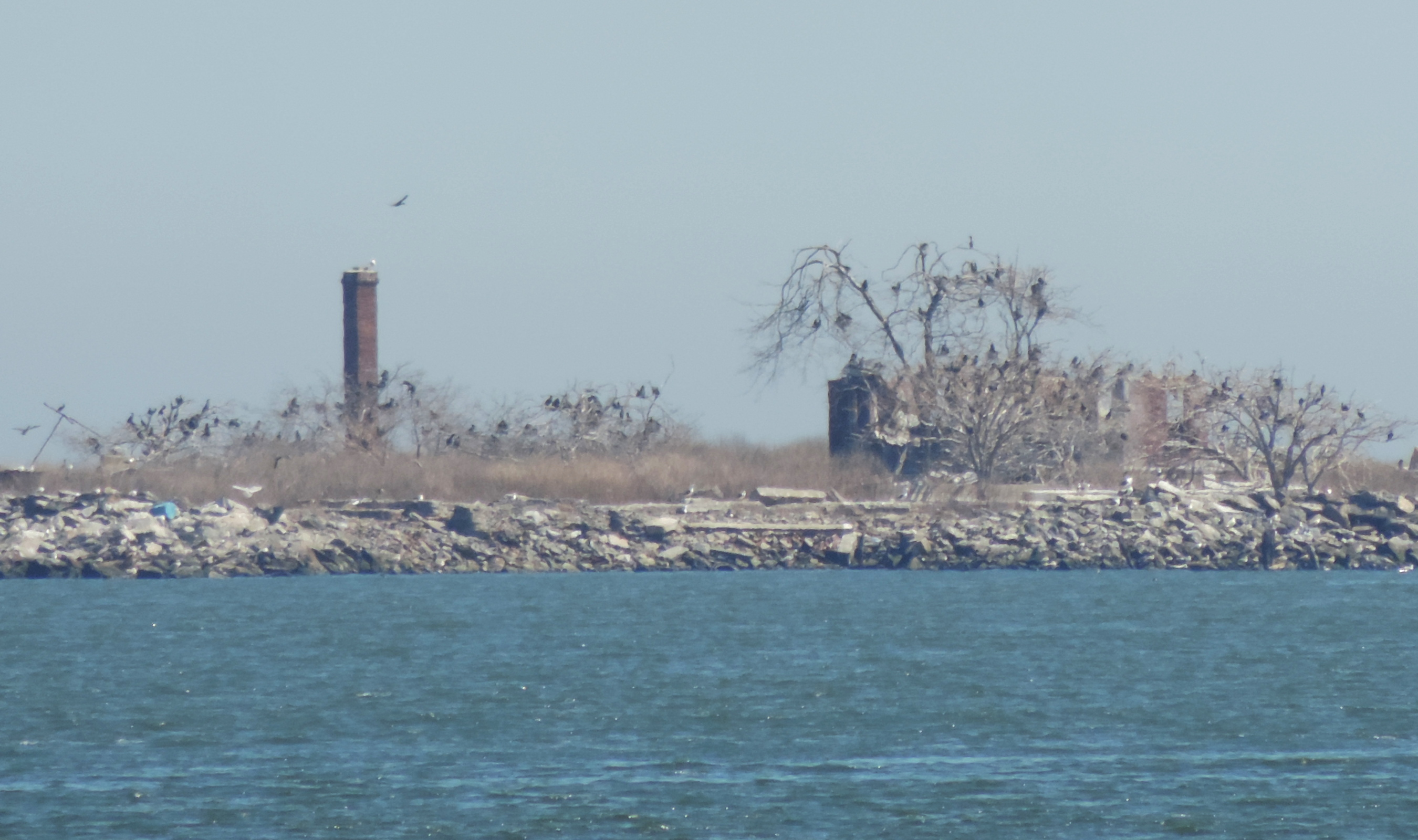
西から見える残された建物

スウィンバーン島（Swinburne Island）は移民の検疫のためにスタテンアイランド、サウス・ビーチのロウアー・ニューヨーク湾の東に作られた2つの人工島のうちの小さい方の島。

## 歴史
19世紀の起きた数回のコレラ流行の後、連邦政府は船で到着し伝染病を患っている移民に対して隔離地域としての役割を果たすスウィンバーン島とホフマン島を建造した。スウィンバーン島は1873年に建造されたホフマン島と並び、20世紀初頭まで、ニューヨーク港に到着し危険な伝染病に罹患していることが判明したアメリカへの移民を検疫するために使われた。このような病気の疑いのある移民は検疫病院に連れていかれ、元気になるか病気が治癒するまでエリス島に入ることは許されなかった。この島は1910年から11年にアメリカで最後のコレラ発生のときに患者を検疫するために使われ、この発生はハンブルク・アメリカン線の船であるモルトケのナポリからの乗客から始まった。最初に建造されたホフマン島の約1マイル南に2番目に建設された。火葬場が島内にある。元々はディックス島（Dix Island）と呼ばれていたが、南北戦争中の軍医であるジョン・スウィンバーン博士（1820年 - 1899年）に敬意を表して改名された。
第一次世界大戦中は移民が減少した。その後アメリカでは1923年に移民法が成立し南東ヨーロッパからの移民を大幅に減らした。この時までに、市と州は感染症を制御する他の方法を習得したため、検疫施設はほとんど使われなかった。第二次世界大戦開戦までに、アメリカ商船隊は2つの島を訓練場とし、1938年に開いた。さらにクォンセット・ハットを建設し、これは現在でも残されている。2つの島（ホフマン11エーカー、スウィンバーン4エーカー）は現在ゲートウェイ国立レクリエーションエリアのスタテンアイランド・ユニットの一部として国立公園局により管理されている。